# Лунка Борлесеј (Бистрица-Насауд)
Лунка Борлесеј (рум. Lunca Borlesei) насеље је у Румунији у округу Бистрица-Насауд у општини Спермезеу. Oпштина се налази на надморској висини од 380 m.

## Становништво
Према подацима из 2002. године у насељу је живело 152 становника, од којих су сви румунске националности.